# Staphylothermus
Staphylothermus es un género de Desulfurococcaceae. que posee dos especies descritas Staphylothermus hellenicus y Staphylothermus marinus